# Laura Carlos
Laura Concéption Fonseca Neves Simões Carlos, mais conhecida apenas como Laura Carlos (Buenos Aires, 22 de Abril de 1981 - Faro, 11 de Janeiro de 2025), foi uma investigadora cultural e dirigente associativa de origem argentina, que teve uma carreira destacada na região do Algarve, em Portugal.

## Biografia
Nasceu em Buenos Aires, na Argentina. Ainda muito nova fixou-se na cidade de Faro, em Portugal, onde frequentou a Universidade do Algarve, tendo concluído uma licenciatura em design e um mestrado em gestão cultural.
Trabalhou como investigadora no campo do património cultural imaterial, tendo sido uma das impulsionadoras da candidatura da Festa da Pinha à edição de 2020 das 7 Maravilhas da Cultura Popular. Esteve igualmente ligada à preparação de uma candidatura como Património Cultural Imaterial. Fez também parte da Algarve Film Commission durante quinze anos, tendo ascendido ao posto de coordenadora executiva daquela associação cultural em Dezembro de 2021. Destacou-se pelos seus esforços para estimular a produção cinematográfica na região.
Entre 2012 e 2014 realizou, em conjunto com Eduardo Pinto, cinco curtas-metragens de documentário sobre o património imaterial do Algarve, incidindo sobre várias facetas da vida quotidiana do Algarve, como por exemplo o fabrico do pão caseiro, e o pastoreio da ovelha churra algarvia, espécie quase extinta. Os títulos das curtas-metragens são A Arte Tradicional da Atabúa, Ovelha Algarvia, A Avezinha, Pão Caseiro e O Banjo. De 2014 a 2017, foi uma das responsáveis pela produção e realização de uma série de deocumentários sobre o prémio Maria Veleda, organizado pela Direcção Regional de Cultura do Algarve. Em Julho de 2021, apresentou no Palácio Gama Lobo, em Loulé, a exposição Documentar Algarve Interior — nove histórias, trinta fotos em conjunto com o fotógrafo Eduardo Pinto. Este foi o resultado de um programa de investigação realizado entre 2010 e 2015 em vários concelhos algarvios, durante o qual foram feitos vários registos em fotografia e vídeo do património cultural, como as tradições populares e as práticas tradicionais. Além de divulgar e valorizar a cultura local, o programa teve como finalidade promover e desenvolver as práticas ligadas à produção audiovisual no Algarve.
Exerceu igualmente como dirigente associativa, tendo feito parte da Assembleia da União das Freguesias de Faro desde 2021, e pertencido aos órgãos sociais de várias associações culturais de Faro, destacando-se a sua participação nas sessões da Tertúlia Farense.
Faleceu em 11 de Janeiro de 2025, aos 43 anos de idade. Na sequência da sua morte, a Direcção Regional de Cultura do Algarve e a Comissão de Coordenação e Desenvolvimento Regional do Algarve emitiram notas de pesar, onde recordaram o seu papel como investigadora e associativista, e o seu contributo para a promoção do cinema algarvio.